# HD 80606 b
HD 80606 b — экзопланета у звезды HD 80606, находящейся на расстоянии ок. 200 св. лет от Солнца в созвездии Большой Медведицы.
Планета обращается вокруг материнской звезды с периодом в 111 дней (треть земного года и чуть больше меркурианского года), с исключительно высоким эксцентриситетом — он составляет 0,933. Максимум расстояния до звезды составляет 0,84 а. е., минимум всего 0,03 а. е. (это 1/33 часть расстояния от Солнца до Земли и 1/10 часть расстояния от Меркурия до Солнца).
В перигелии планета получает в 800 раз больше тепла, чем в афелии. И раз в 111-дневный год температура на планете возрастает с неосвещённой стороны с 527 °C до 1227 °C всего за 6 часов. Поэтому климат на этой планете считается самым экстремальным из всех известных. Скорость ветра на планете с горячей стороны на холодную может превышать 4 километра в секунду (Для сравнения, скорость звука в воздухе при нормальных условиях — 0,3 км/с, скорость ветра на Юпитере не поднимается больше 0,5 км/с).
Материнская звезда является жёлтым карликом спектрального класса G5. Звезда является компонентом двойной системы, имея на расстоянии 1200 а. е. компаньона HD 80607, аналогичного по физическим свойствам. Видимый блеск звезды +8,93m.